# Mariano de Vedia y Mitre

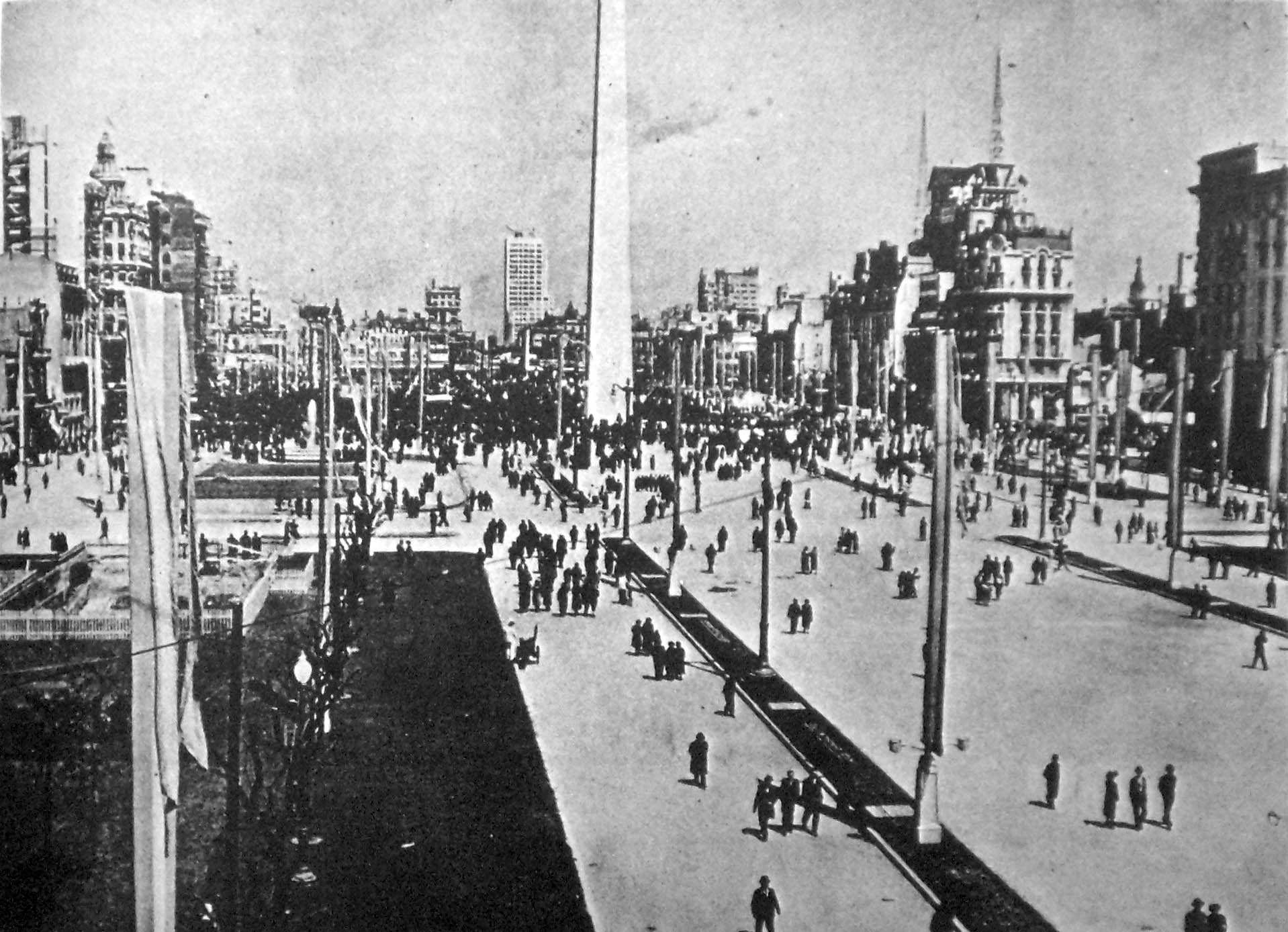
La Avenida 9 de Julio y el Obelisco, obras máximas de Vedia y Mitre.

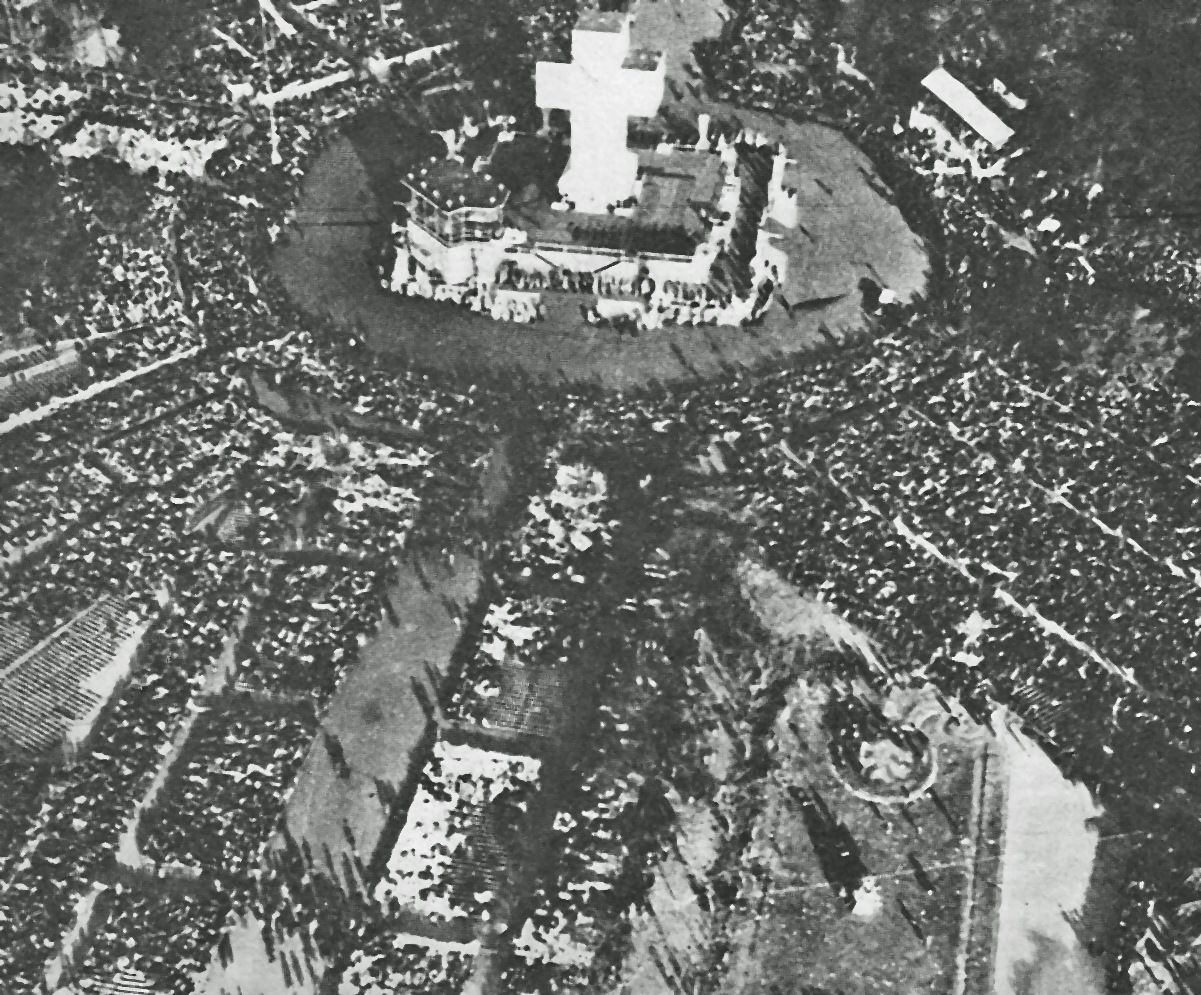
El XXXII Congreso Eucarístico Internacional, celebrado en 1934.

Mariano de Vedia y Mitre (Buenos Aires, 29 de diciembre de 1880 - Montevideo, 19 de febrero de 1958) fue un abogado, escritor, historiador y político que fue intendente de la Ciudad de Buenos Aires entre 1932 y 1938, es decir durante la presidencia completa del general Agustín P. Justo, quien lo designó en el cargo. Durante su gestión se extendieron 40 años más las concesiones eléctricas a la CHADE y la Ítalo, que se sumó al plazo de 50 años que ya tenían, dejando sin efecto la "cláusula de reversión" que establecía que al finalizar el contrato, los activos pasarían a la Municipalidad, cláusula que se había establecido como compensación del plazo extraordinariamente largo de la concesión. El acto desató el Escándalo de la CHADE en el que se vio envuelto y que reveló el comportamiento ilegal de las dos empresas eléctricas que monopolizaban el servicio eléctrico de la ciudad, encubierto por un amplio sistema de sobornos y corrupción político-empresarial estructural.

## Biografía
Perteneciente a una tradicional familia porteña, se recibió de abogado en la Universidad de Buenos Aires, de la que fue también profesor de Derecho Constitucional y de Derecho Político. Fue, además, profesor en la Escuela Superior de Guerra y de varias escuelas secundarias.
Fue fiscal en lo civil y criminal en la Capital Federal, juez y miembro de la Cámara de Apelaciones de la Capital. Era miembro del Jockey Club, del Club del Progreso y del Círculo de Armas.
Fue nombrado intendente por el presidente Agustín P. Justo. Reconocido y controvertido por sus importantes obras públicas, concretó el ensanche de la Avenida Corrientes, construyó el Hospital Argerich e impulsó el nuevo Hospital Fernández, creó el primer tramo de la Avenida 9 de Julio e inauguró el Obelisco, actual icono de la ciudad. Durante su gestión también se amplió la Plaza San Martín, gracias a la demolición de una manzana completa de edificios sobre la barranca de la Avenida Leandro N. Alem.
Además, construyó la Avenida Juan B. Justo sobre el entubado del Arroyo Maldonado, comenzó las obras para la Costanera Norte, y extendió calles diversas en barrios como Caballito, Belgrano, Villa Devoto y otros. Durante su intendencia el Graf Zeppelin pasó por la ciudad, y se realizó el XXXII Congreso Eucarístico Internacional de 1934, para lo cual se colocaron cruces gigantes en el Edificio Kavanagh y en Avenida del Libertador, donde se realizaron amplias procesiones.
En ese período, la compañía española CHADOPyF construyó dos líneas nuevas de subterráneo, las actuales líneas C y D, y comenzó la actual línea E. Además, surgieron los primeros grandes rascacielos modernos de la ciudad: los edificios Comega, Safico y Kavanagh y se construyeron cine-teatros notables, como el Ópera y el Gran Rex, paradigmas de la arquitectura art decó de moda en esta década.

## Obra escrita
Entre sus obras de temas históricos y jurídicos, se pueden citar:
- La Presidencia de Rivadavia (1910)
- El Deán Funes en la historia argentina (1910)
- Compendio de Historia Argentina (1911)
- Jornadas Argentinas (1912)
- Pueyrredón y la diplomacia de su tiempo (1913)
- La acefalía presidencial (1915)
- La libertad de imprenta y la jurisprudencia nacional (1917)
- La reforma constitucional uruguaya (1918)
- La revolución de diciembre y sus consecuencias (1923)
- La Carta de Mayo (1925)
- El régimen tributario de la Argentina (1926)
- La inmortalidad de Maquiaveio (1927)
- De Rivadavia a Rosas (1930)
- El Manuscrito de Mitre sobre Artigas (1937)
- El Iniciador y la generación del 1837 (1941)
- Historia general de las ideas políticas (13 volúmenes, 1946)